# トゥイッチ
『トゥイッチ』 (Twitch) は、ミニストリーが1986年3月12日に発表した2作目のアルバムである。
サイアー・レコードからリリースされた。

## 収録曲
1. ジャスト・ライク・ユー - "Just Like You" - 5:03
2. ウィー・ビリーヴ  - "We Believe" - 5:56
3. オール・デイ・リミックス - "All Day Remix" - 6:03
4. エンジェル - "The Angel" - 6:06
5. オーヴァー・ザ・ショルダー  - "Over the Shoulder" - 5:13
6. マイ・ポゼッション  - "My Possession" - 5:05
7. ホエア・ユー・アット・ナウ、クラッシュ・アンド・バーン、トゥイッチ (ヴァージョンII) - "Where You at Now? / Crash & Burn / Twitch (Version II)" - 12:15

### CD盤ボーナス・トラック
1. オーヴァー・ザ・ショルダー (12インチ) - "Over the Shoulder (12" Version)" - 6:46
2. アイル・オブ・マン (ヴァージョンII) - "Isle of Man (Version II)" - 4:30

## 参加ミュージシャン
- アル・ジュールゲンセン (Alain David Jourgensen) – ボーカル、プログラミング、プロダクション、エンジニアリング (#3、7a、7b)
- エイドリアン・シャーウッド (Adrian Sherwood) – プロダクション、エンジニアリング (#1-7a、7c)
- Gareth Jones – エンジニアリング (#1)
- Keith LeBlanc – パーカッション, プログラミング (#4)
- Patty Jourgensen – ボーカル (#3、4)
- Brad Hallen – ベース (#3)
- Stephen George – パーカッション (#3)
- Luc van Acker – ボーカル (#7a)